# ألان إيدلمان
ألان إيدلمان (بالإنجليزية: Alan Edelman) هو عالم حاسوب وأستاذ جامعي ورياضياتي أمريكي، ولد في يونيو 1963 في بروكلين في الولايات المتحدة.